# Наундорф, Карл Вильгельм
Ка́рл Ви́льгельм На́ундорф (нем. Karl Wilhelm Naundorff; около 1785 — 10 августа 1845, Делфт) — берлинский часовщик, с 1825 года выдававший себя за короля Франции Людовика XVII, который, вопреки официальным заявлениям, не умер, а бежал из тюрьмы Тампль. Описал свои приключения после побега в мемуарах «Очерк истории несчастий дофина, сына Людовика XVI» (1834, новая редакция — 1836). Безуспешно добивался через французский суд признания себя Людовиком XVII, однако не претендовал на престол. Потомки Наундорфа, получившие от короля Нидерландов Виллема II право носить фамилию Бурбонов, до настоящего времени добиваются признания Наундорфа Людовиком XVII.

## Введение

### Людовик XVII

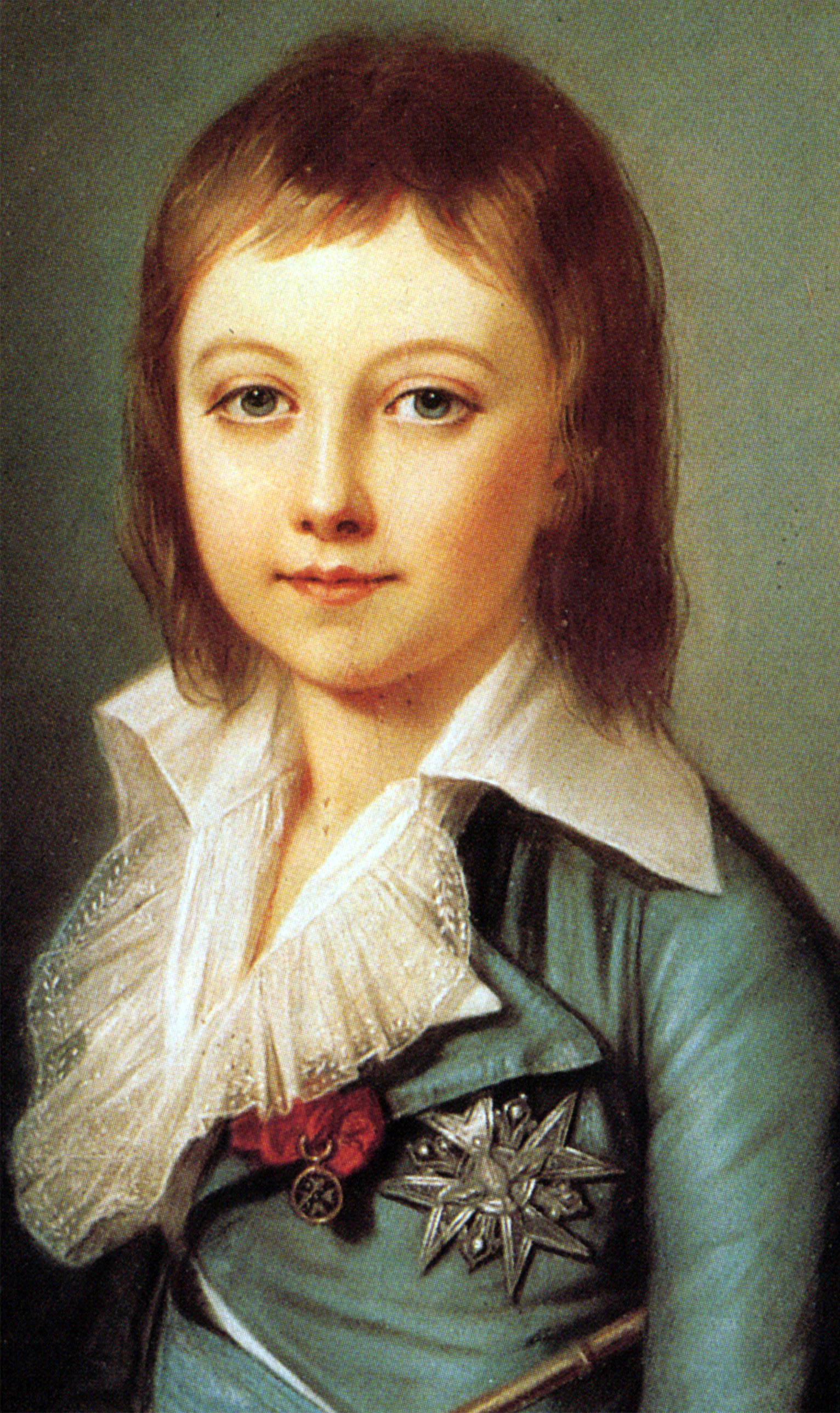
Луи-Шарль Бурбон. С прижизненного портрета

Луи-Шарль Бурбон, второй сын Людовика XVI и Марии-Антуанетты, был объявлен дофином Франции после смерти в 1789 году его старшего брата — Луи-Ксавье-Франсуа. После неудавшегося бегства королевской семьи в Варенн он вместе с матерью и старшей сестрой был заключён в тюрьму Тампль. Историки сходятся в том, что эта мера была направлена против возможности похищения дофина монархически настроенными эмигрантами. Власти рассматривали королеву (а после её казни — дофина и его сестру) как «драгоценных заложников», жизнь и свобода которых прямо зависели от нейтралитета или враждебных действий европейских держав — противников Франции.
Сразу после смерти Людовика XVI революционеры неоднократно выражали своё беспокойство по поводу того, что его сын может стать орудием в руках врагов существующего строя. В 1792 году секция от Финистера требовала «воспрепятствовать маленькому Капету наследовать королю». В июле того же года в Конвенте Эро де Сешель, опираясь на данные, полученные от генерального прокурора департамента Сены Люллье, заявил о заговоре, целью которого было возведение на престол Людовика XVII. На следующий день после этого выступления были обнародованы дата исполнения заговора — 15 июля и имя его главы — графа Диллона. 13 июля Камбон, член Комитета Общественного Блага, докладывал о заговоре в Конвенте.
По решению Комитета Общественной Безопасности, принявшего ко вниманию события лета 1792 года, Луи-Шарль должен был быть разлучён со своей матерью. Глава Коммуны Пьер Шометт на одном из заседаний Конвента выдвинул предложение отдать дофина в семью сапожника Симона. «Я хочу, — сказал он, — чтобы ему (дофину) дали некоторое образование, я удалю его из семьи, чтобы он забыл о своём ранге». В какой-то мере это удалось: в ряде исследований показано, что Симон по-своему любил своего подопечного. Сохранились счета за игрушки, цветы и птиц, купленных для него Симоном. Сам Луи-Шарль также с достаточным увлечением предавался новой для него жизни. По воспоминаниям сестры, юный король «пел революционные песни» и (вероятно, с чужих слов) нещадно ругал прежний строй.
3 января 1794 года (14 нивоза) Генеральный Совет Коммуны из-за постоянного отсутствия на заседаниях многих своих членов вынес решение запретить им занимать любую оплачиваемую должность в административных органах. Предложение сделать исключение для Симона было отвергнуто. 5 января сапожник подал в отставку, а 19 января вместе с женой покинул Тампль.
Начался период изоляции дофина и его сестры от внешнего мира. Мальчика содержали в отдельной комнате под охраной дежурных комиссаров. Со времени отъезда Симона (19 января 1794) до посещения ребёнка Баррасом сразу после термидорианского переворота 27 июня, Луи-Шарль оставался без специального присмотра. Количество свидетелей, видевших его в последующее время, неуклонно сокращалось, что расценивается эвазионистами (сторонниками теории бегства, от фр. évasion — бегство) как доказательство потенциальной возможности похищения ребёнка.
По официальным данным Луи-Шарль умер 8 июня 1795 года от золотухи и туберкулёза — болезней, ставших причиной смерти его старшего брата. Тем не менее, никакие усилия властей не могли окончательно подавить слухи о подмене и бегстве дофина из тюрьмы.

### Слухи
Слухи о подмене наследника престола появились и упорно удерживались с момента бегства королевской семьи в Варенн. Уверяли, что настоящий дофин ещё до революции (а может быть, позже, во время одной из прогулок, разрешённых Марии-Антуанетте с детьми, во время их вынужденного нахождения в Париже во дворце Тюильри) был отдан на попечение адвокату Оэку, по происхождению канадцу. Оэк якобы увёз дофина с собой за океан, а Мария-Антуанетта вернулась с прогулки с неким мальчиком по фамилии Ларош, уроженцем Тулузы.
Говорили, что Коммуна собирается тайно передать Луи-Шарля австрийцам, что дофин уже переведён в военный лагерь в Мёдоне или во дворец Сен-Клу. Слухи попадали и на страницы газет, вынуждая Робеспьера официально опровергать их с трибуны Конвента.
«Смерть сына Людовика XVI породила различные слухи, басни одна нелепее другой. Одни утверждают, что дофин вполне здоров и будет передан иностранным державам, другие — что он был отравлен… Смерть отняла у Франции „драгоценного заложника“», — писала «Газетт франсез» 12 июня 1795 года.
Опровержение не остановило монархистов: раздосадованные смертью дофина, они, по словам французского историка А. Матьеза, утверждали, что его убили, а некоторые говорили о подмене другим ребёнком истинного сына короля. Европейские державы — возможно, из политических соображений — предпочли «не поверить» в естественную смерть Луи-Шарля. Один из предводителей вандейцев Шаретт прямо обвинял термидорианское правительство в отравлении Людовика XVII и его лечащего врача Десо, который действительно умер за несколько дней до своего пациента — видимо, из-за свирепствовавшей в госпитале эпидемии.
Французский беллетрист и памфлетист Ж. Ж. Реньо-Варен, вероятно, решив воспользоваться популярной темой, написал роман «Кладбище Мадлен» (1800—1801), в котором некие монархически настроенные заговорщики сумели вынести ребёнка из Тампля в корзине для белья и посадить его на корабль, отплывающий в Америку. Корабль, однако, был перехвачен французским фрегатом; ребёнок был возвращён в тюрьму, где и умер. Роман имел успех у читателей: два его тома были быстро распроданы, вскоре вышло второе издание. Позднее Реньо-Варен издал двухтомное продолжение романа.
Популярность книги Реньо-Варена вызвала недовольство Наполеона Бонапарта, в ту пору первого консула. Издатель и автор романа были задержаны на 10 дней. Набор книги был рассыпан, а её библиотечные экземпляры — конфискованы. Реньо-Варену пришлось испрашивать разрешения на публикацию, ссылаясь на беллетристический характер своего произведения и на то, что все факты в романе вымышлены. Впоследствии самозванцы, выдававшие себя за сына Людовика XVI, использовали для своих «биографий» сюжетные линии романа Реньо-Варена. Противоречивые слухи и ожидания, будоражившие умы французов, подготовили почву для самозванцев, и те не замедлили объявиться.

### Самозванцы

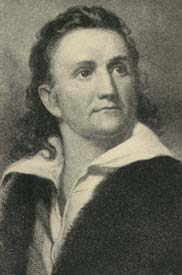
Один из претендентов на королевский титул — Дж. Дж. Одборн

Количество самозванцев, появившихся после реставрации монархии во Франции и выдававших себя за чудом спасшегося дофина, превысило сотню. Истории их были довольно однообразны. Так, один из них — Жан-Мари Эрваго — указывал на то, что его мать Николь до замужества носила фамилию Биго (Bigot), тогда как свидетельство о смерти дофина в Тампле было подписано неким Реми Биго. Из этого претендент пытался сделать вывод, что семья Биго подменила дофина (его самого) собственным ребёнком, но отец, устроившись в Тампль, не терял сына из виду до самого конца и т. д.
Эрваго пользовался покровительством министра наполеоновской полиции Жозефа Фуше, видимо, намеревавшегося использовать его в своих политических играх, но затем оставившего эту мысль.
Другой претендент «барон Ришмон» доказывал, что жена Симона, жалея ребёнка, тайно подменила его неким немым мальчиком. По опубликованным в 1814 году воспоминаниям термидорианца Армана, одним из последних видевшего дофина живым, ребёнок из Тампля «послушно выполнял дававшиеся ему приказания; из него нельзя было, несмотря на все усилия, вытянуть ни одного слова». Казалось, что мальчик был немым. Впоследствии Ришмон был арестован за мошенничество и приговорён к 12 годам тюрьмы.
Дофин объявился и в Америке. Им оказался метис Элеазар Уильямс, миссионер из Висконсина. По словам этого претендента, из-за перенесённых испытаний детские годы полностью выпали у него из памяти. Он якобы помнил себя только с 13 лет, когда жил и воспитывался в Америке. Он стал миссионером и проповедовал среди индейских племён, когда его якобы разыскал сын Луи-Филиппа и показал некие документы, подтверждавшие его будущие притязания.
Ещё одним заокеанским претендентом выступил уроженец Гаити натуралист Дж. Дж. Одборн.
Рано или поздно каждого из самозванцев удавалось разоблачить, указав его подлинное имя и происхождение. С годами «Людовики XVII» деградировали всё больше и больше, оказываясь в большинстве случаев обычными мошенниками, и появление очередного «единственного законного» претендента на престол начинало вызывать откровенные насмешки. Дошло то того, что после смерти в 1812 году одного из претендентов, Эрваго, явился «претендент в претенденты» Жак Демазо, выдававший себя за умершего. Окончательно опустившийся представитель клана «Людовиков» описан в романе Марка Твена «Приключения Гекльберри Финна».

## Биография

### Германия (1810—1833)
Карл Вильгельм Наундорф оказался единственным из претендентов, чьи притязания до сих пор не удаётся опровергнуть с полной убедительностью. Известно, что в конце 1810 года он прибыл в Берлин, жил в этом городе уединённо и работал часовщиком. Паспорт на имя Карла Вильгельма Наундорфа, уроженца Веймара, был явно фальшивым: часовщику на вид было не более 25 лет, а, согласно документу, ему в то время уже исполнилось 43 года. Приметы Наундорфа также не совпадали с указанными в паспорте.
В 1811 году он был приглашён в полицейское управление для беседы с Лекоком (нем. Paul Ludwig Le Coq), бывшим в то время советником-докладчиком министерства иностранных дел. Лекок, поняв, что паспорт Наундорфа фальшивый, засыпал его вопросами. Тот объявил, что является сыном Людовика XVI и Марии Антуанетты и, как утверждал позднее, передал Лекоку свои подлинные документы. Лекок выразил собеседнику своё сочувствие и посоветовал ему оставить Берлин, так как агенты полиции Франции могли донести о нём правительству этой страны. Лекок предложил уехать Наундорфу в Шпандау, а его бумаги из соображений безопасности оставил у себя.
2 ноября 1812 года Лекок, уже президент берлинской полиции, снабдил Наундорфа сертификатом, в котором удостоверял, что «…Карл-Вильгельм Наундорф, часовщик, во время своего пребывания в этом городе [Берлине] всегда вёл себя безукоризненно и что вообще не имеется на его счёт каких-либо неблагоприятных сведений». Бумага должна была быть предъявлена местным властям Шпандау, которые по прусским законам имели право предоставления гражданства. Согласно свидетельству магистрата Шпандау от 8 декабря 1812 года, Наундорф стал гражданином этого города.
Наундорф неоднократно обращался с требованием вернуть ему документы к Лекоку и канцлеру Гарденбергу. Однако все его просьбы неизменно оставались без ответа. Наконец, в 1833 году, когда наследный принц Пруссии приказал найти бумаги, в архиве полиции они не были обнаружены. Позднее адвокат Наундорфа Карл Лапрад по заданию своего клиента обращался за помощью в розыске к прусскому министру внутренних дел и полиции фон Рохову. Последний заявил, что никакой передачи документов не было, и, более того — Наундорф никогда не встречался с Лекоком. Однако из секретной переписки фон Рохова с начальником полиции Герлахом (1836) известно, что министр знал о встречах Наундорфа и Лекока.
В Шпандау Наундорф особенно близко сошёлся с бургомистром города Даберковым и местным жителем Прейсом. Поддерживал он отношения и с французами, проживавшими в этом городе. Прейс обратил внимание по разговору Наундорфа, что тот не пруссак, и узнал, что он родился во Франции. Прейс предполагал, что в жизни часовщика есть какая-то тайна, а Наундорф в беседе с ним сказал, что «он много услышит о нём». Те, кто встречался с Наундорфом, отмечали «его благородство в обращении и манерах» и объясняли это обстоятельство тем, что он не то лицо, за которое себя выдаёт.
В 1818 году Наундорф познакомился с Иоганной Эйнерт, на которой вскоре женился. Бракосочетание состоялось в доме часовщика по протестантскому обряду. По закону Наундорф должен был для вступления в брак предъявить свою метрику, но не сделал этого. У супругов было восемь детей: пятеро сыновей и три дочери. Считалось, что они «отличались необыкновенным сходством с Бурбонами». Позднее, когда Наундорфы жили в Дрездене, эмигрант, преподававший французский язык детям претендента, находил, что дочь часовщика, Амели, чрезвычайно похожа на покойную королеву: «Эта особа не немка, она скрывает своё происхождение — это живой портрет Марии Антуанетты». В семье хранились портреты молодой Марии Антуанетты «удивительно схожие с дочерью претендента Амели». Графиня Шуазёль-Гуффье, также познакомившаяся с Наундорфами в Дрездене, считала, что дети претендента похожи на Бурбонов, а один из сыновей имел «характерный взгляд Людовика XVIII».
Вслед за Даберковым, в 1822 году уехавшим в Брауншвейг, туда же перебрался и Наундорф. В мае этого года Наундорф, предоставивший свидетельство от муниципалитета Шпандау в том, что он «честный человек и хороший часовщик», стал гражданином Брауншвейга.
В начале 1824 года Наундорф стал жертвой кражи, и прошёл слух, что преступление совершил он сам. В защиту Наундорфа выступил его друг профессор Рейхенов. Вскоре часовщик был обвинён в поджоге театра Бранденбурга, располагавшегося рядом с его собственным домом, но суд оправдал его. Через некоторое время последовало обвинение в том, что Наундорф — фальшивомонетчик. На этот раз он был осуждён, однако суд признал его виновным не в выпуске фальшивых монет: три года тюрьмы Наундорф получил за то, что заявил на следствии о своём королевском происхождении. Ко времени этого процесса в бранденбургском суде относятся два противоположных отзыва о личности обвиняемого: судья Шульц считал Наундорфа «порочным, наглым, весьма хитрым», а юрисконсульту Ренне претендент «импонировал своим внешним видом и обращением». По мнению Ренне, Наундорф не походил на обыкновенного авантюриста. Отбывая заключение, он сумел завоевать расположение смотрителя тюрьмы барона Секмдорфа, который позднее выдал Наундорфу удостоверение, где отмечалось, что «он [Наундорф] вполне честный и нравственный человек».
Выйдя из тюрьмы, Наундорф поселился в Кроссене. И в этом городе часовщик, не испытывая в том особых затруднений, получил гражданство. В Кроссене у Наундорфа появился новый друг — нотариус и синдик города Пезольд, взявший на себя заботу о материальном благополучии семьи часовщика. Пезольд собирался пересмотреть дело своего подопечного в бранденбургском суде и уже затребовал все бумаги по нему, однако внезапно умер 16 марта 1832 года. После смерти Пезольда Наундорф уехал во Францию на розыски слуг королевского двора Людовика XVI.

### Франция (1833—1834)
В Париже Наундорф поселился у бывшего кагорского судьи Альбуиса (фр. Barthélémy Albouys), который верил в спасение дофина из Тампля. Через книгопродавца Брикона Наундорф познакомился с архивистом-палеографом Жоффруа (фр. Geoffroy), тот отметил у M. Charles (так называли претендента) «акцент иностранца» и «изумительное» сходство с Бурбонами. Жоффруа через несколько дней рассказал о Наундорфе господину и госпоже де Сент-Илер, пожилой паре, прежде служившей при старом королевском дворе. Госпожа де Сент-Илер посчитала, что её знакомая, кормилица дофина госпожа Рамбо, согласится встретиться с прусским часовщиком.

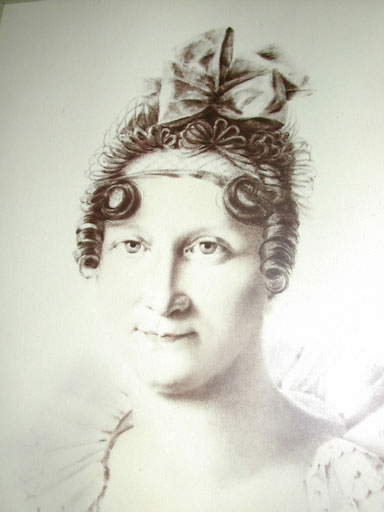
Агата де Рамбо, кормилица дофина

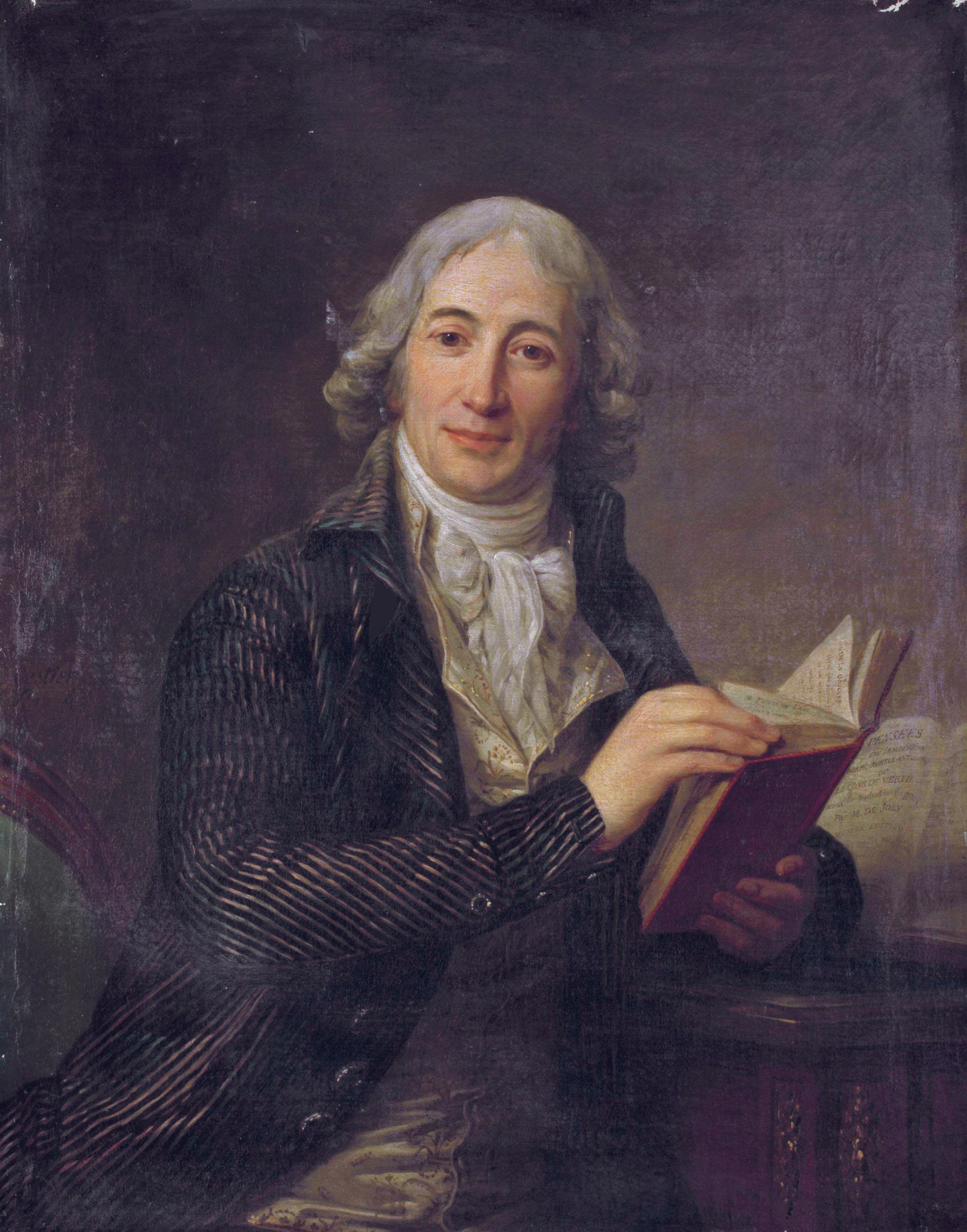
Этьен де Жоли

Свидание с госпожой Рамбо состоялось 17 августа 1833 года. Рамбо отрекомендовалась приближённой королевы Марии Антуанетты и маленького дофина. Наундорф безошибочно назвал её имя. Бывшая кормилица задала ему вопросы о его воспитателях (госпоже де Турсель и аббате Даво), претендент отвечал на одни из них «удовлетворительно», на другие — нет, объясняя это своей забывчивостью. Во время разговора он увидел портрет Марии Антуанетты и заплакал. Кульминацией встречи стал ответ Наундорфа на вопрос госпожи Рамбо о костюме дофина, который она хранила много лет. Рамбо поинтересовалась помнит ли её гость о том, как надевал этот костюм в Тюильри. Тот уверенно ответил, что помнит, но это было не в Тюильри, а в Версале и один раз: «с тех пор я его не надевал, так как оно [платье] было слишком узко». После этого госпожа Рамбо упала перед Наундорфом на колени со словами: «только один мой принц может сказать мне это».
В Наундорфе «узнал» дофина и последний королевский министр юстиции Этьен де Жоли. Он сообщил бывшему королевскому прокурору Карлу Вернье, что разговаривал с Наундорфом, и тот сообщил ему подробности о событиях 10 августа 1792 года. Жоли поклялся Вернье, что «Наундорф — сын несчастного короля». Писатель Е. Черняк сомневается в ценности этих свидетельств: Жоли и Рамбо помнили дофина пятилетним ребёнком, а Наундорфу в 1833 году было около пятидесяти лет.
15 декабря 1834 года госпожа Рамбо подписала заявление о том, что признаёт в Наундорфе Людовика XVII. К заявлению Рамбо приложила копию своего письма к Марии Терезе, герцогине Ангулемской, в котором извещала её, что 17 августа 1833 года нашла своего воспитанника. Рамбо в заявлении отметила особые приметы дофина, совпавшие, по её мнению, с приметами Наундорфа (форму шеи, головы, лба; цвет глаз и волос; «рот такой же, как у королевы», а также «несколько знаков, тогда ещё не ясно обозначавшихся, и один на правой груди»; следы от прививки оспы). Супруги де Сент-Илер также признали в Наундорфе сына короля, а госпожа де Сент-Илер написала герцогине Ангулемской, что её «несчастный брат» жив.
Карл Лапрад, адвокат, поверивший в правдивость Наундорфа, побывал в начале 1836 года в Берлине и встретился с министром внутренних дел Пруссии де Роховом. Последний интересовался, каковы успехи Лапрада в деле «идентификации Наундорфа». Министр верил в спасение дофина из Тампля и признал, что, занимаясь делом Наундорфа четыре года, так и не выяснил истинное происхождение претендента. По мнению де Рохова, дело это было «неразрешимой загадкой». Исполняя поручение короля Пруссии, министр заявил Лапраду, что Фридрих Вильгельм узнал о претенденте только в 1829 году, получив от него прошение из Кроссена. Лапрад ответил, что Наундорф будет счастлив знать, что не по приказу короля он подвергался преследованиям с 1818 года. По уверениям де Рохова, бумаги, которые Наундорф отдал Лекоку, отсутствуют «в частном кабинете короля», но, даже если бы они нашлись, «это ровным счётом ничего бы не доказывало». Лапрад сделал вывод, что де Рохов прекрасно знает содержание этих бумаг. В заключение министр заявил: «… я не желал бы его [Наундорфа] признания дофином, так как это признание будет позором для всех коронованных особ Европы».
Во Франции сложилось сообщество сторонников Наундорфа, которые помогали ему деньгами и советами. Для защиты интересов претендента адвокат Бурбон-Леблан основал газету La justice. Её сотрудником стал некий Тома, роялист, который следил за Наундорфом. В октябре 1835 года Тома объявил, что, по сведениям, полученным им из прусского посольства, Наундорф на самом деле сын часовщика. Тома возбудил процесс против претендента, но проиграл его, не сумев предоставить доказательств того, что тот самозванец.
Несколько ранее в Париже появился ещё один претендент на звание дофина — де Ришмон. Его судили за мошенничество, и в октябре 1834 года, когда шёл процесс над Ришмоном, один из друзей Наундорфа — Морель де Сен-Дидье — передал суду его письмо. В своём послании Наундорф объявлял, что суд над Ришмоном — «уловка сделать всякое домогательство на имя Людовика XVII смешным». Покровитель самозванца Ришмона, заявлял Наундорф, прекрасно знал, что «сын Людовика XVI был спасён от преследований дяди его узурпатора Людовика XVIII» и что он может доказать своё происхождение, обладая «всеми документами», подтверждающими его. Своё письмо претендент подписал «Карл-Людовик, герцог Нормандский».

### Встречи посланника Наундорфа с герцогиней Ангулемской

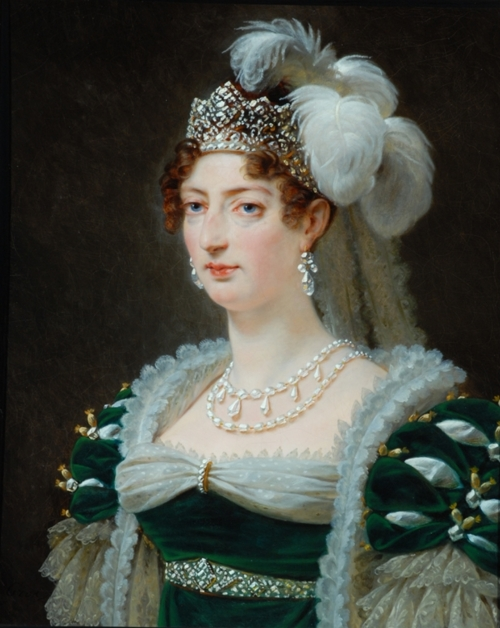
Мария Тереза, герцогиня Ангулемская. Портрет работы Жана Антуана Гро

Друзья Наундорфа были встревожены молчанием герцогини Ангулемской по поводу «обретения брата». Мария Тереза наотрез отказалась встречаться с претендентом и обсуждать его рассказы о детстве. Возможно, ей было выгодно объявление брата умершим: как жена Людовика Ангулемского, стоявшего следующим на очереди к престолу после Людовика XVIII и своего отца Карла Артуа, она имела шансы стать королевой Франции. Графу Морелю де Сен-Дидье было поручено увидеться с дочерью Людовика XVI, которая в то время жила в Праге, и добиться её согласия на свидание с Наундорфом. Сен-Дидье встречался с герцогиней дважды: в январе и сентябре 1834 года, его поездки описаны в книге Le dernier fils de Louis XVI. Commissaire du Prince en 1834, auprés de Son A. R. Madame Duchesse d’Aungoulême (Париж, 1836).
1 января 1834 года Сен-Дидье был принят Марией Терезой в присутствии одного из её приближённых — маркиза де Вибре (Vibrave). Герцогиня сразу объявила, что не будет встречаться с Наундорфом, и что письменный отказ ею отправлен 16 декабря 1833 года. Граф был ужасно разочарован, что принцесса приняла решение «не ознакомившись ни с одним официальным документом и не слышав ничего о подробностях этого дела», но Мария Тереза была тверда: она его не изменит. Она не отрицала, что знала о событиях в Париже от герцогини Монморанси, с которой состояла в переписке. На все доводы в пользу претендента, которые привёл Морель де Сен-Дидье, она ответила: «Я была бы счастлива найти своего брата, но к несчастью — он умер». Мария Тереза добавила, что дофин умер почти «на её глазах», возможно, что одного ребёнка подменили другим, но ей это неизвестно. На заявление де Сен-Дидье, что замена действительно была, герцогиня ничего не ответила.
Мария Тереза обещала просмотреть все бумаги, привезённые Сен-Дидье и тогда дать окончательный ответ. 28 января герцогиня заявила, что документы «не содержат ничего», что заставило бы её встретиться с претендентом. Она обратила внимание на письмо госпожи Рамбо, так как помнила, что 40 лет назад та была кормилицей дофина, но это не заставило её изменить своё решение. Всё, чего добился посланец Наундорфа от герцогини, — это обещание собрать новые сведения о претенденте.
В сентябре 1834 года Морель де Сен-Дидье снова приехал в Прагу и встретился с Марией Терезой. Герцогиня назвала Наундорфа интриганом, заметив при этом, что сам Сен-Дидье — честный человек, введённый в заблуждение. На его просьбу объяснить свой отказ в свидании, Мария Тереза заявила, что уже само согласие на встречу «будет иметь вид признания».
Последним средством, использованным Сен-Дидье, стали переданные им сообщения от имени Наундорфа: во-первых, о том, что Людовик XVIII завещал перед смертью «гласно признать принца и дать ему возможность взойти на престол», но Карл X якобы собственноручно уничтожил завещание. Несколько позже, 1 ноября 1837 года, на суде в Веве сторонник претендента Бремонд заявил, что признаёт Наундорфа Людовиком XVII. По его словам, Людовик XVIII якобы оставил письмо с описанием истории своего племянника, а сам Бремонд имел возможность получить бумагу в свои руки, но в последний момент всё сорвалось. Ящик с письмом сразу после смерти короля в 1824 году был передан премьер-министром Виллелем «двум другим министрам», которые считали, что следующим королём должен быть герцог Нормандский. Однако Карл д’Артуа «имел слабость увлечься ложными династическими интересами» и короновался. Во-вторых, Сен-Дидье довёл до сведения Марии Терезы, что Наундорф в курсе секретной и недружелюбной по отношению к нему переписки герцога Ангулемского с герцогом Деказом. Герцогиня отрицала существование завещания Людовика XVIII в пользу претендента, сообщение о переписке она не комментировала, однако, по наблюдению собеседника, не могла побороть волнения.
На следующий день Сен-Дидье встретился с приближённой герцогини Ангулемской графиней д’Агу и поставил её в известность, что в Прагу приехала госпожа Рамбо для личной встречи с Марией Терезой. Вскоре посланец Наундорфа получил от графини д’Агу письмо, в котором сообщалось, что герцогиня Ангулемская не будет встречаться с Рамбо. Герцогиня «не могла предположить, что лицо почтенное по возрасту могло совершить столь утомительное путешествие, и что она не находит причины её видеть». Сама же Рамбо получила распоряжение от австрийских властей покинуть страну в 24 часа.

### Франция (1834—1836)
По утверждениям претендента, на него не раз совершались покушения в Париже, а позже — в Лондоне, куда он перебрался после вынужденного отъезда из Франции.

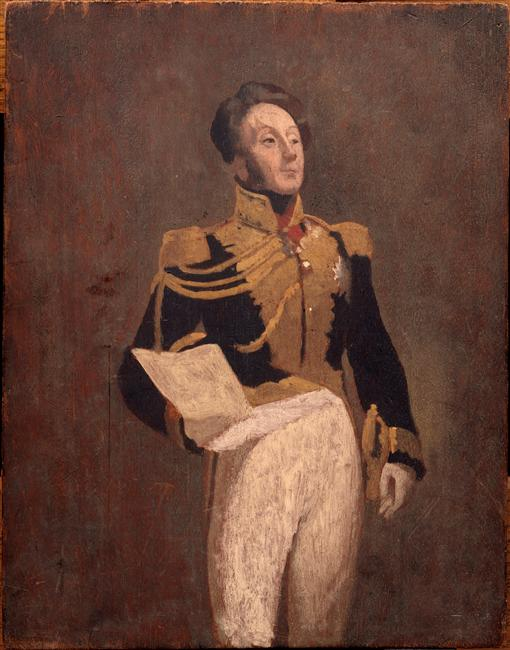
Виконт Состен де Ларошфуко, бывший адъютант Карла д’Артуа

О нападении на Наундорфа, произошедшем в Париже в восемь часов вечера 28 января 1834 года на площади Курсель, рассказал в своих мемуарах виконт Состен де Ларошфуко (Memoires de Sosthene de Larochefoucould), следивший за ним по заданию герцогини Ангулемской. Ларошфуко узнал о покушении 29 января, 30-го он пришёл в дом претендента и видел его раны, нанесённые кинжалом (одна из них была серьёзной), изрезанное платье и бельё в крови. Несколько ниже сердца, там, где кинжал попал в серебряную медаль, которую носил Наундорф, была «сильная контузия». Ларошфуко послал к Наундорфу доктора (не раскрыв имени претендента), чтобы тот определил характер ранений и состояние пострадавшего. Как гласил протокол, «больному сделано кровопускание, и ему лучше, но нагноение от раны большое, и удар, нанесённый несколько ниже, был бы смертелен».
Ларошфуко нанёс несколько визитов претенденту и был, по собственному признанию, «сбит с толку». Наундорф свободно говорил о Бурбонах, как о своей семье, называл герцогиню Ангулемскую сестрой, его спокойствие и уверенность производили впечатление. «Ничто не наводило на мысль о мошенничестве <…> И если это мономания, то она настолько рассудительна, что понемногу сам начинаешь убеждаться в её правдивости». Первая встреча продлилась полтора часа, Ларошфуко унёс с собой тетрадь с описанием жизни Наундорфа, которое должен был прочитать. Он снова увиделся с претендентом, «впечатление было такое же», как и в первую встречу, но рассказ Наундорфа о своих приключениях счёл неправдоподобным: «любой роман был бы ближе к действительности».
Ларошфуко писал герцогине, что её согласие на свидание (Наундорф предлагал провести его тайно в Дрездене) предоставит претенденту возможность рассказывать «потом всё, что ему вздумается». С другой стороны, отказ побудит Наундорфа обратиться в суд, который вынесет решение, безусловно, не в его пользу, но дело будет иметь резонанс, неприятный для королевской семьи.
После покушения на Наундорфа его защитники активизировали свои действия, направленные на признание его Людовиком XVII. Главным доказательством идентичности претендента с сыном короля, по мнению его друзей, были знаки на его теле (родимое пятно «в виде земляники», следы оспопрививания, «голубь с раскрытыми крыльями и головою вниз» на ноге), которые видела мадам Рамбо.
Ларошфуко 11 февраля 1834 года сообщил Марии Терезе, что его опасения оправдались, Наундорф собирается подавать прошение в суд. Виконт утверждал, что добился у претендента отсрочки в месяц. 22 марта состоялась новая встреча: Наундорф был вне себя из-за молчания герцогини. В то же время Мария Тереза писала некоей даме, что всё прочитанное ею о Наундорфе не убедило её в его правдивости, но если имеются какие-либо дополнительные доказательства, то он может обратиться с ними к маркизу Пасторе, который уполномочен сообщить о результатах переговоров. Лишь тогда герцогиня даст окончательный ответ. Её решение не изменится, даже если претендент всё-таки решится обратиться в суд.
По поручению Ларошфуко адвокат Жанвье в присутствии виконта три часа беседовал с Наундорфом. Адвокат пришёл к выводу, что в жизни последнего есть «нечто необъяснимое», тот не похож ни на самозванца, ни на сумасшедшего. Уверенность Наундорфа в своей правоте поразила Жанвье, но претендент «говорит о невозможных вещах». Прочитав его мемуары, Жанвье пришёл к выводу, что это «собрание самых невероятных событий». Наундорф, узнав мнение адвоката, ничуть не обеспокоился. По его словам, прусское правительство имеет в своём распоряжении неопровержимые доказательства, что он — сын Людовика XVI, а Мария Тереза «в четверть часа» признает в нём дофина.

### Обращение в суд и высылка из Франции
В 1836 году переговоры с Прагой зашли в тупик. 13 июня адвокаты Наундорфа де Жоли, Бурбон-Леблан, Брике и де ла Барр подали от его имени заявление в суд. Претендент, «принятый в число граждан по личному приказу прусского короля и освобождённый от необходимости предъявить требуемые в подобных случаях по закону документы», требовал признать его Людовиком-Шарлем, герцогом Нормандским. В суд вызывались герцогиня Ангулемская, её супруг и бывший король Карл X.
Момент для обращения был выбран крайне неудачно: занимавший французский трон Луи-Филипп в случае признания Наундорфа сыном короля (хотя такой ход событий был маловероятен) автоматически становился узурпатором.
15 июня в квартире госпожи Рамбо на улице Ришар, где жил Наундорф, агентами полиции был произведён обыск. Имея приказ об аресте претендента, они задержали Наундорфа и изъяли у него более 200 документов (которые никогда не были ему возвращены). Его отвезли в тюрьму, сопровождал Наундорфа адвокат Грюо де ла Барр. Де ла Барр потребовал от префекта полиции освободить Наундорфа, однако тот направил адвоката к министру внутренних дел, отдавшему приказ о высылке претендента из столицы в 24 часа. Де ла Барр не сумел попасть к министру, тогда сторонники Наундорфа обратились к Луи-Филиппу. Посодействовать освобождению претендента просил короля и адвокат Кремье, выступивший с речью в защиту претендента 14 июля в государственном совете. Луи-Филипп, однако, постановил не принимать во внимание прошение Наундорфа и выслать его. 16 августа 1834 года Наундорф покинул Францию.

### Англия
Наундорф обосновался в Лондоне и в 1834 году опубликовал там свои мемуары Abrégé de l’histoire des infortunes du Dauphin. 250 экземпляров книги было направлено во Францию, эта партия была арестована полицией короля на границе.
10 января 1837 года Наундорф послал петицию в палаты депутатов и перов, которая, однако, была оставлена без внимания. После новых выборов, состоявшихся 21 января 1838 года, он повторно обратился к палате депутатов, с требованием дать гражданскому суду «разрешить вопрос о достоверности акта о смерти 8 июня 1795 года». 25 копий (на имя каждого депутата) этого заявления были посланы в Париж, но, стараниями французских властей, были конфискованы на границе.
В ноябре 1838 года к Наундорфу в Лондоне присоединилась его семья. Его жена и дети, проживавшие с 1834 года в Дрездене, находились под опекой племянницы Рамбо, госпожи Женесе, специально прибывшей из Парижа. Наундорф побывал в Дрездене в августе 1834 года и обрёл там новых друзей, в том числе и в среде французских эмигрантов. Франция безуспешно добивалась от Саксонии высылки семьи претендента. Затем Пруссия потребовала от правительства Саксонии выдачи Наундорфов, так как они, как утверждалось, были прусскими подданными (однако ранее Пруссия отказалась принять Наундорфа, мотивируя это тем, что он — иностранец). Вскоре Саксония, уступив Франции, предложила семейству претендента покинуть страну. Наундорфы перебрались в Швейцарию, где некоторое время жили в замке Гранкло у друга претендента, господина Бремонда.
В Лондоне произошло второе покушение на претендента. 16 ноября 1838 года Наундорф гулял в саду дома, который занимала его семья. Здесь он встретился с неизвестным, тот дважды в упор выстрелил в Наундорфа из пистолета. Нападавший скрылся, а подоспевшие на звуки выстрелов Грюо де ла Бар и Лапрад нашли своего друга «тяжело раненого и с обожжённым платьем». По заявлению врача Брауна (Brown), одна из ран была рядом с сердцем, другая — в верхней части левой руки. Вскоре нападавшего разыскали, им был Дезире Руссель, некоторое время безуспешно добивавшийся встречи с Наундорфом. Русселя судили, однако, по личной просьбе Наундорфа, освободили от наказания. Узнав о событиях в Англии, бывший министр Карла X, барон Капелль, заявил, что покушение — инсценировка: претендент либо сам ранил себя, либо друзья стреляли в него по его просьбе для «возбуждения бо́льшего интереса к его личности».
26 апреля 1840 года у Наундорфа родился сын, названный Альбертом. В метрической книге ребёнок был записан как Альберт Бурбон.

### Судебные процессы 1839—1841

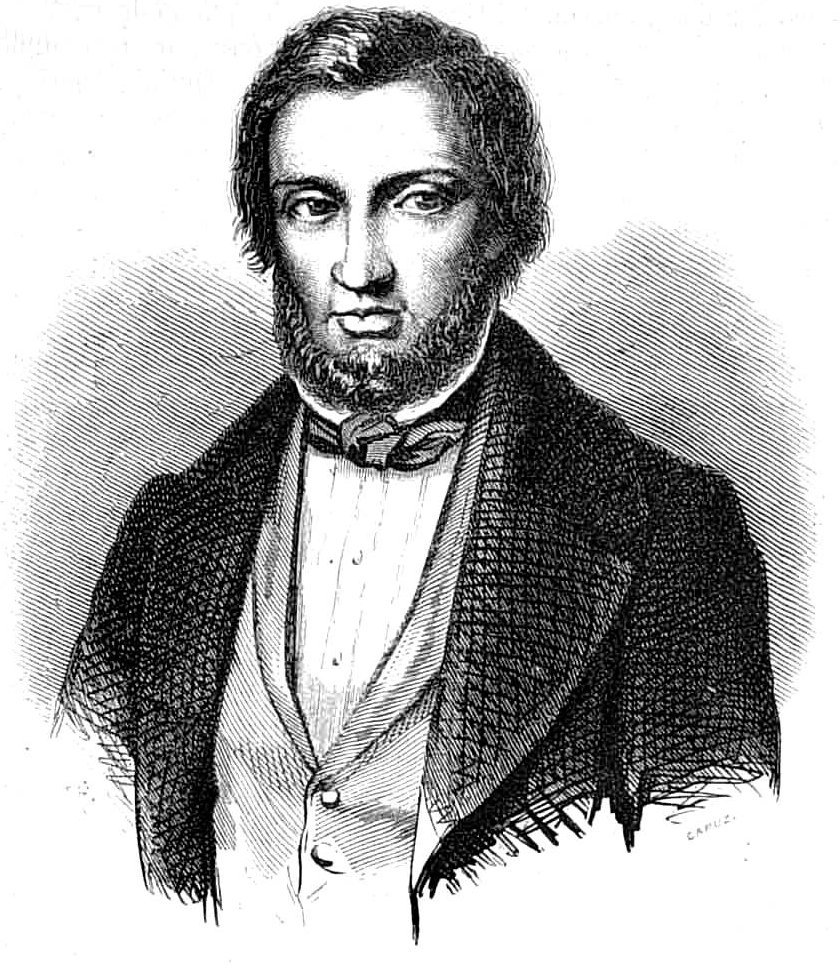
Жюль Фавр

В июле 1834 года против Наундорфа был возбуждён процесс, поводом послужило издание претендентом брошюры La doctrine célèste, в которой он излагал положения религии, отвергающей католицизм. Французское правительство конфисковало брошюру и от имени министерства внутренних дел обнародовало циркуляр, в котором сообщалось, что, по данным прусского правительства, Наундорф происходит «от еврейского семейства, поселившегося в прусской Польше». Эта официальная бумага была адресована Морену де ла Геривьеру, который поддерживал другого претендента, Ришмона. Де ла Геривьер мог демонстрировать её всем желающим, чтобы сделать смешными притязания Наундорфа. Последний через Грюо де ла Барра обратился к прусскому правительству с запросом, действительно ли ему приписывается еврейское происхождение. По приказу короля Пруссии министр внутренних дел де Рохов ответил Наундорфу, что «… такой претензии у прусского правительства не было и, более того, оно не в состоянии было это сделать, не имея какого-либо основания приписать вам это происхождение». Наундорф немедленно опубликовал это письмо, доказывающее, что французское правительство сфальсифицировало сведения о его происхождении.
Наундорф и Грюо де ла Барр подали иск против газеты Capitole, опубликовавшей заметку, где претендент был назван обманщиком. Слушание дела, назначенное на 13 августа 1839 года, было перенесено на 15 января 1841 года. Претендент и его адвокат обратились к Жюлю Фавру, который согласился помочь при условии, что его убедят в справедливости притязаний Наундорфа. Фавр побывал в Лондоне у его семьи, тщательно изучил все предоставленные документы и счёл, что претендент прав. До конца жизни он оставался в убеждении, что Наундорф — сын короля, несправедливо лишённый своего имени. Уже после смерти Наундорфа, в 1851 и 1874 годах он представлял во французском суде интересы его наследников. 10 декабря 1840 года Фавр выступил с требованием разрешить Наундорфу вернуться во Францию и предоставить доступ к гражданскому и уголовному суду: вынести решение по начатому против него делу о мошенничестве и возобновить дело 1836 года о его правах.

### Нидерланды
В Англии Наундорф занялся изобретениями и сконструировал мощные снаряды, известные позднее под наименованием bombe Bourbon (бомба Бурбона). Снаряды испытывались в Вулвиче в присутствии представителей власти. В газетных отчётах об испытаниях Наундорф именовался Карлом-Людовиком де Бурбоном, герцогом Нормандским. Претендент нуждался в деньгах: друзья оставили его из-за публикации La doctrine célèste, кроме того, его изыскания потребовали значительных затрат. Продавать снаряды в Англии он не хотел (как считает Серебреников, из-за патриотических соображений) и поручил Грюо де ла Барру переговорить о реализации «бомбы Бурбона» с французским правительством. Военный министр заинтересовался изобретением, но ответил, что Наундорфу не будет разрешено въехать во Францию для его продажи (таково было условие претендента), и он имеет право предложить снаряды любой другой стране.
Наундорф решил выехать в Швейцарию через Нидерланды, так как путь по Франции для него был закрыт. Нидерландский консул в Лондоне выдал ему паспорт на имя Карла-Людовика де Бурбона. Однако через некоторое время Наундорфа просили явиться в консульство якобы для исправления ошибки (на самом деле предполагалось забрать у него паспорт). Предупреждённый, претендент под видом слуги полковника Бютса, направлявшегося в Нидерланды, покинул Лондон. Тем не менее в Роттердаме он был всё-таки вынужден предъявить паспорт, который тут же изъяли и направили в Гаагу. Претенденту предложили вернуться в Англию, но он отказался и обратился за помощью к юрисконсульту Ван Бурену. Директор полиции, которого юрисконсульт просил вернуть паспорт, отказался, «так как у нашего правительства могут возникнуть дипломатические затруднения, если будет известно, что паспорт был выдан этому лицу от имени генерального консула». Как отмечал Ван Бурен, власти желали возвращения претендента в Англию, но выслать его в принудительном порядке не решались. По его мнению, почтительное отношение к Наундорфу доказывало «безусловное признание его тем лицом, которым он сам себя именовал».
За два месяца до смерти Наундорфа (30 июня 1845 года) между ним и правительством Нидерландов был заключён договор (чтобы избежать возможных недоразумений с французскими властями, изобретатель выступал в нём под именем Карла-Людовика, без упоминания фамилии Бурбон). Согласно этому документу, Наундорф назначался директором Политехнической мастерской при нидерландской армии. В первые четыре года ему должны были быть выплачены 72 тысячи флоринов, а по мере доработки изобретений ему полагалась огромная по тем временам сумма — 1 миллион флоринов. Созданная Наундорфом «бомба Бурбона» около 60 лет состояла на вооружении голландской армии. Тем не менее, по словам голландского архивиста Остербана, документ напоминает не деловое соглашение, а «галлюцинации из романов Гофмана». Мотивы правительства, заключившего с Наундорфом такой договор, остаются невыясненными. Эвазионисты считают, что это была попытка раскрыть тайну происхождения Наундорфа. По мнению академика Мориса Гарсона, признавая таким образом Наундорфа «дофином», нидерландский король Виллем II желал отплатить Луи-Филиппу, в своё время способствовавшему отделению от Нидерландов королевства Бельгии. И то, и другое объяснения появления договора малоубедительны.
Последние полгода жизни претендент провёл в Делфте, где король Нидерландов предоставил ему и его потомкам право носить фамилию Бурбон.
Карл Наундорф умер в 1845 году и был похоронен под именем Людовика XVII. В отличие от большинства известных истории самозванцев, Наундорф передал свои претензии наследникам. Последним король Нидерландов разрешил носить фамилию Бурбонов, тогда как суды Франции неоднократно отказывали в этом. Потомки Наундорфа заявляли о претензиях на французский престол в 1919 году (в период мирной конференции в Версале); активны они и в настоящее время.

## «Очерк истории несчастий дофина, сына Людовика XVI»
В 1834 году в Лондоне вышли из печати мемуары Наундорфа «Очерк истории несчастий дофина, сына Людовика XVI», в 1836 году переизданные во Франции (со значительными изменениями) адвокатом Грюо де ля Баром. По словам Мориса Гарсона, «он [Наундорф] рассказывал совершенно фантастическую историю, которая ни с чем не совмещалась и не допускала никакой проверки. Неизвестно, ни кто вмешался в его судьбу, ни каким образом этот неизвестный смог проникнуть в Тампль… Далее следовала цепь загадочных приключений, ни одно из которых не могло быть увязано с каким-либо известным фактом…»
Впоследствии, подредактировав свои «воспоминания», претендент включил в них некоторые конкретные факты. По замечанию критиков, все они либо совпадали с уже опубликованными, либо не могли быть проверены. Сам претендент объяснял несоответствия необходимостью сохранения тайны, чтобы не подвергать угрозе свою жизнь.

### Тампль

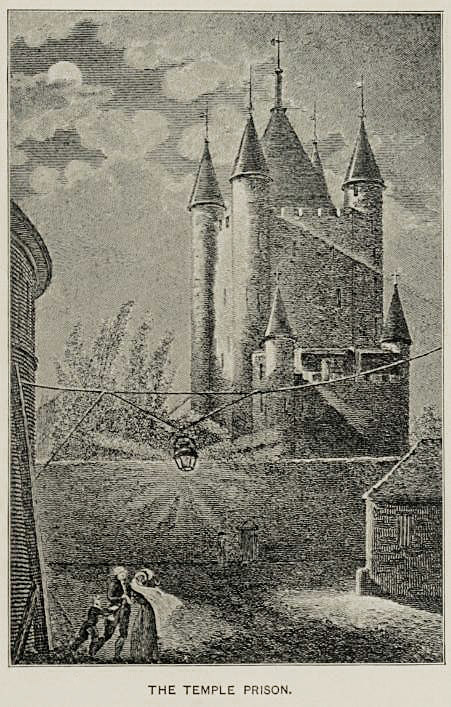
Тюрьма Тампль. Рисунок начала XVIII века. Хорошо видна Большая башня — место заключения королевской семьи

Как писал в мемуарах Наундорф, вначале некие неизвестные доброжелатели подменили ребёнка манекеном. Истинного дофина спрятали в тайнике на четвёртом этаже, где он провёл довольно долгое время. Затем манекен заменили немым мальчиком (которого и видел Арман). Ещё позже немого мальчика заменили рахитичным ребёнком, который через некоторое время умер. Затем труп был перенесён в тайник, а дофина, усыпив большой дозой опиума, положили в гроб. Гроб был перевезён на кладбище в фургоне. По дороге мальчика переложили в ящик на дне фургона, заполнив гроб старыми бумагами.

### Швейцария
Ребёнка поручили заботам некой гувернантки, после чего он стал говорить по-немецки, а французский язык забыл; так Наундорф объяснял, почему почти не говорит на своём «родном» языке. В одну из ночей в дом, где скрывался дофин, проникли неизвестные. Его захватили и отвезли в какой-то замок, где заперли в одном из залов. Другой неизвестный сумел тайно вывести его в новое укрытие, где дофин был поручен заботам девушки по имени Мария.

### Северная Америка
Затем претендент рассказывал о том, как был переправлен в Северную Америку. Там он встретился со своей гувернанткой — женой часовщика. У него дофин обучался ремеслу. После смерти гувернантки и её мужа пятнадцатилетний претендент обручился с Марией. Вскоре он встретился со своим швейцарским спасителем, которого сопровождал некто, названный «охотником».

### Франция
Враги дофина отыскали его в Америке, и он был вынужден бежать вместе с Марией, спасителем и «охотником». Они прятались в пещере, затем сели на корабль, капитан которого оказался сообщником врагов дофина. Мария и спаситель погибли — их отравили, а дофин и «охотник» (в мемуарах он назван «егерь Жан»; впоследствии упоминается и его фамилия — Монморен) были схвачены и перевезены в тюрьму во Франции. Неизвестные похитители велели дофину отречься от короны, но тот отказался. Лицо юноши искололи инструментами с шипами и смочили изуродовавшей его жидкостью; таким образом претендент объяснял своё неполное сходство с известными портретами дофина. Далее оказалось, что «егерь Жан», присоединившись к преследователям, сумел завоевать их доверие, и во время переезда пленника в другой замок устроил претенденту побег. Ещё несколько раз дофина ловили и заключали в тюрьмы, откуда он снова и снова бежал. В мемуарах упоминается единственное реальное лицо, якобы встреченное дофином в его скитаниях, — герцог Энгиенский, позднее расстрелянный Наполеоном. При этом утверждается, что герцог видел дофина в Эттенхайме и поклялся вернуть ему престол.

### Германия
Далее, по словам претендента, на границе с Чехией в 1810 году он вступил в отряд немецких вольных стрелков герцога Брауншвейгского, воевал на стороне Германии против французов, был тяжело ранен в одном из боёв, взят в плен и отправлен в каторжную тюрьму под Тулоном. С этапа в очередной раз ему удалось бежать. Очередной неизвестный пришёл ему на помощь, предоставив паспорт на имя Наундорфа, что позволило дофину наконец-то оторваться от преследователей, поселиться в Берлине и заняться ремеслом часовщика. Как утверждал претендент, он явился к полицай-президенту Лекоку и вручил ему свои подлинные документы для передачи их прусскому королю (по мнению М. Гарсона, документы едва ли могли уцелеть в стольких злоключениях). Документы исчезли без следа, и Наундорф был окончательно лишён возможности доказать правдивость своей истории.

## Исторические исследования вопроса

### За и против
Вопрос о том, был ли Наундорф Людовиком XVII, давно потерял политическое значение, но продолжает обсуждаться как профессионалами, так и любителями исторической науки. Все документы, относящиеся к делу Наундорфа, опубликованы французским архивистом Ж. Мантейером в двух томах его работы «Подложные Людовики XVII» (Париж, 1926).

#### Доводы «за»
- Появлявшиеся в то же время «Людовики XVII» в большинстве своём были откровенными мошенниками. Уже современники задавались вопросом — не были ли они (в целом или в большинстве) платными полицейскими агентами, призванными скомпрометировать подлинного принца?[18]
- Для Наундорфа, единственного из претендентов, не удалось выяснить ни его подлинного имени, ни места рождения. Имя, которое осталось за ним в истории, как доказано, не соответствует реальности[80].
- Эвазионисты находили у Наундорфа «бросающиеся в глаза фамильные черты Бурбонов».
- Возраст. Медицинское освидетельствование останков претендента, выполненное в 1950 году доктором Хульстом (Германия), убедительно доказывает, что в момент смерти Наундорфу было не больше 60 лет. Столько же могло быть и дофину, родившемуся в 1785 году.
- Специальное изучение источников, выполненное Х. Рошем, доказало, что цвет глаз, рубцы и следы прививок в большинстве своём совпадали у дофина и единственного из претендентов — Наундорфа.
- Незнание французского языка, долго считавшееся абсолютным доказательством ложности претензий Наундорфа, вполне объяснимо как одно из последствий жестокого нервного потрясения. Такие случаи известны медицине.
- Той же причиной может быть объяснена путаница воспоминаний: при всей своей несуразности они не производят впечатления сознательной выдумки.
- Существует свидетельство герцогини Беррийской, что её муж, убитый при не до конца выясненных обстоятельствах, поддерживал претензии берлинского часовщика. Об этом же неоднократно заявлял сам претендент[37].
- Старшая сестра дофина герцогиня Ангулемская, как следует из её писем, опубликованных в XIX веке, не верила в то, что брат умер в Тампле[81][82].

#### Доводы «против»
- Бросающаяся в глаза несуразица в тексте так называемых «воспоминаний». Наундорф рассказывает, что в Тампле у него была гувернантка, что противоречит всем имеющимся документам.
- Не ясно, кто и как похитил дофина.
- Сам текст мемуаров, «колеблющийся между абсурдным и невозможным» (А. Кастело).
- Невозможность проверки имеющихся сведений. Наундорф не называет имён, ограничиваясь намёками, однако неясны причины, заставлявшие его скрывать подлинные сведения почти пятьдесят лет спустя.
- Во всех странах, где происходили похищения и побеги Наундорфа, действовали отлично поставленные полицейская и судебная системы. Трудно поверить, что ни в одном архиве не осталось документов, зафиксировавших упомянутые происшествия.
- Отказ сестры дофина герцогини Ангулемской вступать в контакт с претендентом.
- Многие из свидетелей произошедшего (начиная с тюремных сторожей дофина — Гомена и Лана) были живы, но никто из них не поддержал претензий Наундорфа.
- Вследствие нервного шока человек может забыть родной язык. Но никакая экспертиза не в состоянии установить, знал ли он этот язык действительно или только утверждает это.
- «Узнавания» мало что доказывают: из психологии хорошо известно, что люди, готовые к чуду, узна́ют кого угодно.  Так же мало стоит мнение герцога Беррийского — это доказывает лишь, что герцог мог поддерживать претендента по неким политическим причинам или быть введённым в заблуждение[73].

#### Неудавшееся отождествление
Ж. Мантейе и вслед за ним другие исследователи постарались доказать тождество Наундорфа с дезертиром из прусской армии Карлом Вергом, но предположение во многом не оправдалось. Так, в паспорте, выданном на имя Верга в 1812 году, указывалось, что у него чёрные глаза и волосы — что никак не совпадает с сохранившимися портретами Наундорфа. Кроме того, Верг служил в полку герцога Брауншвейгского, куда, если верить сохранившимся документам, не принимали солдат ростом ниже 1,76 м, тогда как рост Наундорфа был около 1,68 м. Возраст Наундорфа в момент смерти был равен приблизительно 60 годам. Верг был старше — в 1845 году ему исполнилось бы 68 лет. Известно, однако, что паспорт на имя Верга был выдан полицмейстером Лекоком, выписавшим откровенно фальшивый паспорт на имя Наундорфа.

## Ранние экспертизы

### Первая
В 1943 году по инициативе французского историка А. Кастело была произведена экспертиза волос Наундорфа и дофина (сохранившихся в его деле). Экспертиза выполнялась в полицейской лаборатории Лиона по последнему слову тогдашней науки. В основу сравнения были положены микрофотографии волос, безусловно принадлежавших дофину, и пряди волос претендента. Было установлено, что особенности внутреннего канала совершенно идентичны в обоих случаях, что дало возможность полицейскому профессору Локарду заявить о принадлежности волос одному и тому же лицу. Кастело сообщил об этом в своей книге «Людовик XVII. Раскрытая тайна» (1947).

### Вторая
Стремясь подтвердить свою версию дополнительными доказательствами, Кастело настоял на проведении второй экспертизы. Сравнивались прядь волос ребёнка, умершего в Тампле (была срезана дежурным комиссаром Дамоном), и сохранившиеся волосы претендента. Оказалось, что они принадлежат разным людям. Кастело пришлось выпустить второе издание своей книги и опубликовать статью в известном журнале «Фигаро», где объявлялось, что Наундорф — самозванец.
Не стоит забывать, что в настоящее время экспертиза волос является одним из самых трудных разделов медико-криминалистической теории.

## Новейшие исследования

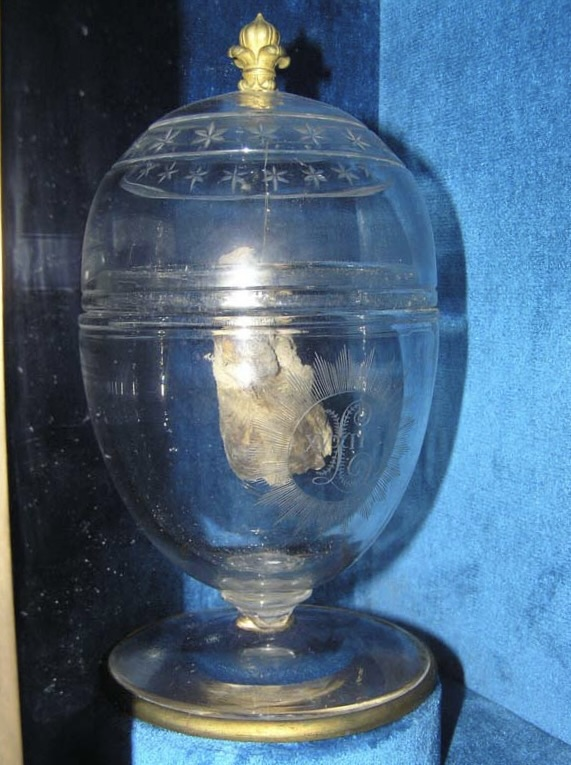
Сердце Людовика XVII в базилике Сен-Дени

Уже в наше время (2000) было сделано генетическое сравнение тканей сердца дофина (оно хранилось в специальном саркофаге в усыпальнице французских королей, базилике Сен-Дени). Митохондриальная ДНК, выделенная из тканей сердца, была сравнена с ДНК здравствующих на тот момент представителей семьи Габсбургов и ДНК из волос Марии Йоанны и Марии-Йозефы, родных сестёр Марии-Антуанетты. Было доказано, что сердце безусловно принадлежит ребёнку, происходящему по материнской линии из семьи Габсбургов. Немедленно последовало возражение от «Ассоциации Людовика XVII», возглавляемой потомком претендента Шарлем-Эдмоном де Бурбон Наундорфом: нет никаких доказательств, что сердце не принадлежит «старшему дофину», умершему ещё до революции.
Исследование ДНК из образцов тканей Наундорфа и ДНК Габсбургов, проведённое в 1995 году, показало, что претендент вряд ли имеет родственные связи с королевской семьёй. Тем не менее, нет никаких доказательств, что образцы ткани, предположительно принадлежащей Наундорфу, не были заменены или попросту перепутаны.

## Комментарии
1. ↑  Покинувший свой пост воспитателя Луи-Шарля Симон получил удостоверение, в котором было указано, что мальчик находился в «хорошем состоянии»[7].
2. ↑  Манифест от 26 июня 1795 года[10].
3. ↑  Кроме Десо в тот же период умерли его сотрудники — доктора Дюбю и Ферран, не общавшиеся с дофином[11].
4. ↑  Через много лет вдова Десо рассказала своей племяннице, что доктор был отравлен после того как, посетив заболевшего дофина, увидел вместо него другого мальчика и сообщил об этом в Конвент[8].
5. ↑  17 декабря 1824 года городской совет Веймара в ответ на официальный запрос, сделанный магистратом Бранденбурга, сообщил, что ни в одной метрической книге веймарских церквей не упоминается имя Наундорфа, а, по утверждениям старожилов, им неизвестны его носители[19].
6. ↑  Пауль Людвиг Лекок, француз по рождению, 24 апреля 1812 года стал главой Берлинской полиции и занимал этот пост до конца 1821 года[20].
7. ↑  В письме от 1833 года из Берна к наследному принцу Пруссии Наундорф указывает, что это были два письма короля и королевы, запечатанные печатью, «которой мой отец пользовался в Тампле»[21].
8. ↑  Как отмечает В. Серебреников, Лекок нарушил закон, по которому гражданство предоставлялось по предъявлению свидетельства о рождении и удостоверении, что родители получающего гражданство были подданными Пруссии[22].
9. ↑  По словам Наундорфа, именно он распорядился передать бумаги Лекоку.
10. ↑  По свидетельству одного немецкого аристократа, Август Вильгельм Прусский в 1920 году рассказывал, что видел бумаги Наундорфа в немецком архиве[26].
11. ↑  Из рапорта бургомистра Фроейера, занявшего этот пост в 1821 году после Даберкова[25].
12. ↑  По сообщению доктора Жана де Каро (Mes relations aves Louis XVII), сторонника Наундорфа. Де Каро лечил в Карлсбаде герцогиню Ангулемскую, её веки «отличались особенной краснотой» (говорили, что это от слёз, пролитых в Тампле), доктор утверждал, что у Амели Наундорф были такие же веки[28].
13. ↑  Как отмечает Серебреников, после своих заявлений Лекоку и Гарденбергу, а также писем членам семьи Бурбонов, часовщик вряд ли мог рассчитывать на спокойную жизнь[29].
14. ↑  В своё время Альбуис прочёл заметку о Наундорфе в Le Constitutionnel и вступил в переписку с Пезольдом. Вскоре сам Наундорф сообщил судье в отставке, что он лично прибудет в столицу Франции, чтобы убедить всех в своей правоте[33].
15. ↑  По словам Карла Лапрада, легитимиста, адвоката из Ньора, который решил проверить рассказы претендента[35].
16. ↑  Сам Наундорф обвинял в этом Людовика XVIII  и Гарденберга[39].
17. ↑  С апреля 1834 года в этом городе жили его жена и дети[28].
18. ↑  Письмо из Берлина от 27 апреля 1840 года. Известно, что де Рохов с большой неохотой исполнил это поручение, так как считал неуместным давать официальные объяснения «этой личности» (Наундорфу)[62].
19. ↑  Наундорф получил от Ван Бюрена аванс в размере 60 000 франков[70].
20. ↑  Этого Наундорф безуспешно пытался добиться через французские суды[45].
21. ↑  Как отмечает Черняк, судя по официальным документам, гроб с телом умершего ребёнка несли до кладбища Сен-Маргерит на руках, а не везли в карете[74].
22. ↑  Сердце дофина сохранил доктор Пеллетен[фр.], лечивший его после смерти Десо[86][87]. В 2004 году легитимисты захоронили сердце дофина[88].
23. ↑  Сердце Луи-Жозефа-Ксавье также хранилось в аббатстве. Критики сомневались в правдивости сообщения о том, что революционер Пеллетен сохранил сердце Луи-Шарля[86].
24. ↑  Полиция Нидерландов эксгумировала останки Наундорфа в 1950 году с целью определить, не был ли тот отравлен мышьяком. Прядь волос и правая плечевая кость претендента с тех пор хранились в судебно-медицинской лаборатории в Рюйсвике[89][86].